# EL/M-2238

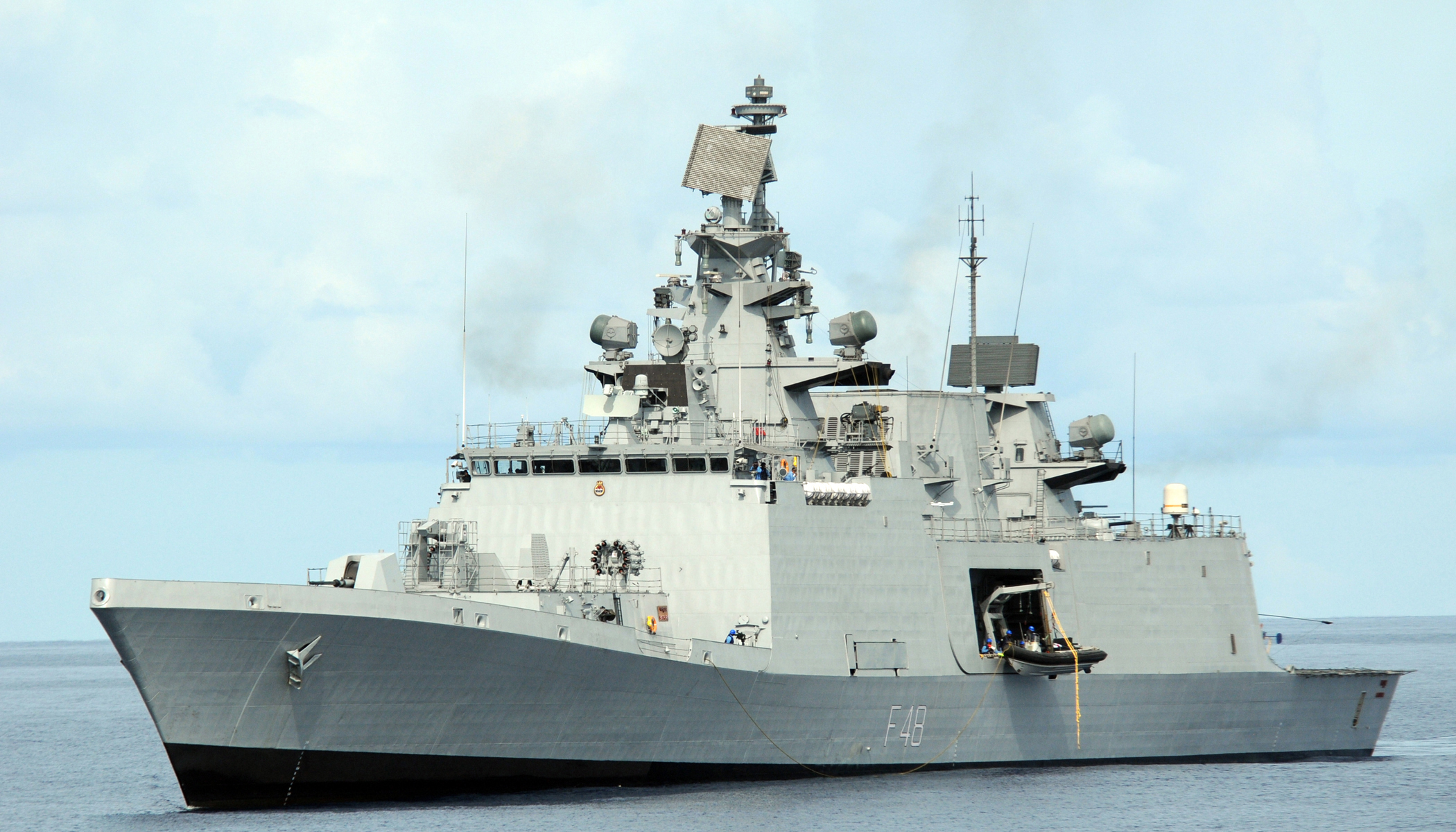
시발릭급 구축함은 el/m-2238 레이더를 탑재하고 있다.

EL/M-2238은  이스라엘이 개발한 펄스 도플러 레이더다. 3차원 대공 레이더이며, 레이다 탐지거리는 350km다.  인도,  싱가포르,  베네수엘라 3개국이 사용하고 있다.

## 제원
- 종류 : 펄스 도플러 3차원 대공 레이더
- 레이더 탐지거리 : 350km[1]
- 밴드 : S 밴드
- 제조국 :  이스라엘
- 무게 : 1.5톤

### 레이더 탐지거리
- 고고도 전투기 목표물 : 250km 이상.
- 저고도 순항미사일 : 28km 이상.

## 같이 보기
- FCS-3
- AN/SPY-1
- SMART-L
- OPS-24